# Distrito do Neckar-Floresta de Oden
O Distrito do Neckar-Floresta de Oden ou Distrito do Necar-Floresta de Oden (em alemão:  Neckar-Odenwald-Kreis) é um distrito da Alemanha, na região administrativa de Karlsruhe, estado de Baden-Württemberg.

## Cidades e Municípios
- Cidades:

1. Adelsheim
2. Buchen
3. Mosbach
4. Osterburken
5. Ravenstein
6. Walldürn

- Municípios:

1. Aglasterhausen
2. Billigheim
3. Binau
4. Elztal
5. Fahrenbach
6. Hardheim
7. Haßmersheim
8. Höpfingen
9. Hüffenhardt
10. Limbach
11. Mudau
12. Neckargerach
13. Neckarzimmern
14. Neunkirchen
15. Obrigheim
16. Rosenberg
17. Schefflenz
18. Schwarzach
19. Seckach
20. Waldbrunn
21. Zwingenberg